# Spadzista Góra (Sopot)
Spadzista Góra – wzniesienie o wysokości 98,9 m n.p.m. położone w woj. pomorskim, na obszarze miasta Sopot.
Przed II wojną światową wzniesienie nosiło nazwę "Dachs - Kopf." (Borsucza Głowa), zaś obecnie stosowana nazwa to "Spadzista Góra".
Na północ i wschód od wzniesienia w odległości ok. 400 m przebiega ul. Jacka Malczewskiego.